# Royalty (album của Chris Brown)
Royalty là album phòng thu thứ bảy của nghệ sĩ thu âm người Mỹ Chris Brown. Album phát hành vào ngày 18 tháng 12 năm 2015, bởi RCA Records. Album là sự tiếp nối của album phòng thu thứ sáu của nam ca sĩ, X (2014).
Royalty  nhận được những phản hồi trái chiều từ giới phê bình âm nhạc. Album ra mắt ở vị trí thứ 3 trên bảng xếp hạng US Billboard 200, bán ra 162.000 bản trong tuần đầu phát hành, trở thành album hát đơn thứ bảy liên tiếp của anh ra mắt trong top 10 tại Mỹ.
Album được mở đường với 4 đĩa đơn: "Liquor", "Zero", "Back to Sleep" và "Fine by Me".

## Đĩa đơn
"Liquor" được phát hành thành đĩa đơn mở đường cho album vào ngày 26 tháng 6 năm 2015. Bài hát được sản xuất bởi ToneStith. Video âm nhạc cho bài hát ra mắt vào ngày 22 tháng 9 năm 2015, kết hợp với video âm nhạc của "Zero".
"Zero" được phát hành thành đĩa đơn thứ hai từ album vào ngày 18 tháng 9 năm 2015. Bài hát được sản xuất bởi Riley Bell, Matthew Burnett và Tushar Apte. Đĩa đơn đã đạt đến vị trí á quân bảng xếp hạng Bubbling Under Hot 100 Singles.
Ca khúc có tựa đề là "Back to Sleep", đã bị rò rỉ trên SoundCloud vào ngày 6 tháng 11 năm 2015. Bài hát sau đó được phát hành chính thức thành đĩa đơn thứ ba của album vào ngày 9 tháng 11 năm 2015. Nó được sản xuất bởi Vinylz và Boi-1da. Ngày 14 tháng 12 năm 2015, Brown đăng tải và ra mắt video âm nhạc của "Back to Sleep" trên tài khoản YouTube và Vevo. Video bắt đầu sau cảnh kết thúc của video "Fine By Me".
"Fine by Me" được phát hành cùng với phần đặt trước cho album trên iTunes vào ngày 26 tháng 11 năm 2015. Ngay hôm sau, ca khúc chính thức trở thành đĩa đơn thứ tư từ album. "Fine by Me" được sản xuất bởi The Monsters and the Strangerz. Video âm nhạc bắt đầu bằng cảnh kết thúc của video "Zero", và có bao gồm một clip trong video "Liquor".

### Các bài hát khác
Bài hát "Wrist" hợp tác với Solo Lucci, được phát hành như một đĩa đơn trong quá trình đếm ngược tới ngày phát hành album, nằm trong phần đặt trước của album vào ngày 4 tháng 12 năm 2015. Ngày 15 tháng 12 năm 2015, Brown đăng tải video âm nhạc cho ca khúc. "Anyway" được phát hành như một bản tải xuống nhanh cùng phần đặt trước vào ngày 11 tháng 12 năm 2015. Bài hát được sản xuất bởi BLAQTUXEDO và có sự tham gia của khách mời Tayla Parx. Video âm nhạc của "Picture Me Rollin'" được đăng tải và ra mắt vào ngày 17 tháng 12 năm 2015. Scott Disick, French Montana, Kid Red, ASAP Ferg, và ASAP Rocky đều xuất hiện nhanh trong video này.

## Tiếp nhận phê bình
| Đánh giá chuyên môn | Đánh giá chuyên môn |
| Điểm trung bình     | Điểm trung bình     |
| Nguồn               | Đánh giá            |
| ------------------- | ------------------- |
| Metacritic          | 59/100              |
| Nguồn đánh giá      |                     |
| Nguồn               | Đánh giá            |
| AllMusic            | [ 14 ]              |
| Billboard           | [ 15 ]              |
| Slant Magazine      | [ 16 ]              |

Royalty nhận được phản hồi trái chiều từ các nhà phê bình âm nhạc. Trên Metacritic, trang có thang điểm đánh giá là 100 với các bài đánh giá được tổng hợp từ hệ thống các nhà phê bình, album nhận được điểm trung bình là 59 dựa trên 5 đánh giá, với nhận xét chung là "các đánh giá trái chiều hoặc trung bình".

## Diễn biến thương mại
Royalty mở màn ở vị trí thứ 3 trên bảng xếp hạng US Billboard 200, tiêu thụ được 184.000 đơn vị quy đổi (trong đó 162.000 bản là album truyền thống), đứng sau Purpose của Justin Bieber và 25 của Adele. Album ra mắt ở vị trí thứ 23 trên bảng xếp hạng UK Albums Chart và ở vị trí số 1 của bảng xếp hạng UK R&B Chart, trở thành album quán quân thứ năm của Brown trên bảng xếp hạng này. Doanh số của Royalty là một sự cải thiện đáng kể so với 3 album phòng thu trước đó của Brown. Hai album trước đó đạt vị trí cao trên bảng xếp hạng nhưng lượng tiêu thụ không nhiều, trong khi album còn lại hợp tác với Tyga chỉ bán được 51.000 bản. Tuy có doanh thu tuần đầu phát hành cao hơn ba album trước đó, song Royalty vẫn là album có vị trí xếp hạng thấp thứ ba trong số các album hát đơn của Brown.

## Danh sách và thứ tự các bài hát
| Royalty — CD – Tải kỹ thuật số – streaming | Royalty — CD – Tải kỹ thuật số – streaming | Royalty — CD – Tải kỹ thuật số – streaming | Royalty — CD – Tải kỹ thuật số – streaming | Royalty — CD – Tải kỹ thuật số – streaming |
| STT                                        | Nhan đề                                    | Sáng tác | Sản xuất                                   | Thời lượng                                 |
| ------------------------------------------ | ------------------------------------------ | --- | ------------------------------------------ | ------------------------------------------ |
| 1.                                         | "Back to Sleep"                            | Chris Brown Anderson Hernandez Matthew Samuels Allen Ritter August Rigo | Vinylz Boi-1da Ritter                      | 3:21                                       |
| 2.                                         | "Fine by Me"                               | Brown Sean Douglas Talay Riley Ian Kirkpatrick Jordan Johnson Stefan Johnson Alexander "Xplicit" Izquierdo Marcus Lomax | The Monsters and the Strangerz             | 3:27                                       |
| 3.                                         | "Wrist" (hợp tác với Solo Lucci)           | Brown Christopher "Prince Chrishan" Dotson Floyd "A1" Bentley Michael Hernandez Lyrica Anderson Michael Dorsey Bobby Joseph Turner, Jr. Caleb Nordelus                                                                                          | The MeKanics Khemasis Prince Chrishan A1   | 3:14                                       |
| 4.                                         | "Make Love"                                | Brown Antonio "Tone" Stith Rian Glen Beriones Melvin Villanueva | ToneStith                                  | 3:50                                       |
| 5.                                         | "Liquor"                                   | Brown Stith Jordan Evans Samuels Omega Sampson | ToneStith The Aquarius                     | 3:44                                       |
| 6.                                         | "Zero"                                     | Brown Douglas Riley Bell Matthew Burnett Tushar Apte Riley | Burnett Apte Bell Free School              | 3:34                                       |
| 7.                                         | "Anyway" (hợp tác với Tayla Parx)          | Brown Darius "Blaq Tuxedo" Logan Lisa Scinta Taylor "Tayla Parx" Parks Dominique "Blaq Tuxedo" Logan Barry "Mijo" Bradford Andrew Hey | Blaq Tuxedo                                | 3:31                                       |
| 8.                                         | "Picture Me Rollin'"                       | Brown Gabrielle "Goldie" Nowee Aaron Lamont Small Andre "Drenative" Blake Cheryl Cook Wesley "DJ Wes" Dees Kenneth "K-Smack" Franklin Edward Griffin Santiago "GoldenBoy" Bauza [ 21 ] Warren Griffin II Jerry Leiber Mike Stoller Angela Stone | Dr3amforever                               | 3:13                                       |
| 9.                                         | "Who's Gonna (Nobody)"                     | Brown Gabrielle "Goldie" Nowee Darius Logan Brandon "B.A.M." Hodge Bentley Dominique Logan Kenneth Edmonds Scott Fitzgerald Darryl Simmons Keith Sweat                                                                                          | B.A.M.                                     | 4:33                                       |
| 10.                                        | "Discover"                                 | Brown Jocelyn "Jo'zzy" Donald Nate Hills Richard Braun Jamal Jones Dewain Whitmore, Jr. Steven Rehbein | Danja Polow da Don                         | 4:25                                       |
| 11.                                        | "Little Bit"                               | Brown Gabrielle "Goldie" Nowee Bentley Darius Logan Dominique Logan Anderson Chaz Jackson Orlando Williamson | Blaq Tuxedo                                | 2:45                                       |
| 12.                                        | "Proof"                                    | Brown Bryson Tiller Donald Degrate Askia Fountain Cedric Hailey James Foye III Austin Owens Irvin Whitlow | Ayo & Keyz of the Upperclassmen            | 4:01                                       |
| 13.                                        | "No Filter"                                | Brown Terrence De Carlo Coles Josh "Nonfiction" Cumbee Afshin "Nonfiction" Salmani Natalie Dunn Ilan Kidron Whitmore, Jr. Mark Pitts | Nonfiction                                 | 3:06                                       |
| 14.                                        | "Little More (Royalty)"                    | Brown Jimmy Giannos Dominic Jordan Jason "Poo Bear" Boyd Nicolò Arquilla Daniele Autore | Razihel Autore The Audibles Poo Bear       | 4:20                                       |
| Tổng thời lượng:                           | Tổng thời lượng:                           | Tổng thời lượng: | Tổng thời lượng:                           | 51:04                                      |

| Royalty — Bài hát thêm cho phiên bản cao cấp | Royalty — Bài hát thêm cho phiên bản cao cấp | Royalty — Bài hát thêm cho phiên bản cao cấp                                                                  | Royalty — Bài hát thêm cho phiên bản cao cấp | Royalty — Bài hát thêm cho phiên bản cao cấp |
| STT                                          | Nhan đề                                      | Sáng tác | Sản xuất                                     | Thời lượng                                   |
| -------------------------------------------- | -------------------------------------------- | --- | -------------------------------------------- | -------------------------------------------- |
| 15.                                          | "Day One"                                    | Brown Marlin "Hookman" Bonds Christopher Washington Jeremy Hawkins                                            | JHawk C.P Dubb                               | 4:07                                         |
| 16.                                          | "Blow It in the Wind"                        | Brown Shanell Woodgett Small Natalie Sims Bryan "Composer" Nelson                                             | Composer                                     | 4:08                                         |
| 17.                                          | "KAE"                                        | Brown Donameche Jackson Derrick Beck Arin Ray Jamal Gaines                                                    | Don City Beck                                | 3:34                                         |
| 18.                                          | "U Did It" (hợp tác với Future)              | Brown Nayvadius Wilburn Andre "Dre Moon" Proctor Gary "DJ Spinz" Hill James "Nard" Rosser Brandon "B" Rackley | Dre Moon DJ Spinz Nard & B                   | 3:33                                         |
| Tổng thời lượng:                             | Tổng thời lượng:                             | Tổng thời lượng:                                                                                              | Tổng thời lượng:                             | 66:26                                        |

| Royalty — Bài hát thêm cho phiên bản cao cấp phát hành trên f.y.e. | Royalty — Bài hát thêm cho phiên bản cao cấp phát hành trên f.y.e. | Royalty — Bài hát thêm cho phiên bản cao cấp phát hành trên f.y.e. | Royalty — Bài hát thêm cho phiên bản cao cấp phát hành trên f.y.e. | Royalty — Bài hát thêm cho phiên bản cao cấp phát hành trên f.y.e. |
| STT                                                                | Nhan đề                                                            | Sáng tác                                                           | Sản xuất                                                           | Thời lượng                                                         |
| ------------------------------------------------------------------ | ------------------------------------------------------------------ | ------------------------------------------------------------------ | ------------------------------------------------------------------ | ------------------------------------------------------------------ |
| 19.                                                                | "The 80's"                                                         | Brown Robin Weisse                                                 | Free School                                                        | 4:25                                                               |
| 20.                                                                | "Blue Jeans"                                                       | Brown Leland Wayne Sonny Uwaezuoke Hills                           | Metro Boomin Danja Sonny Digital                                   | 3:05                                                               |
| Tổng thời lượng:                                                   | Tổng thời lượng:                                                   | Tổng thời lượng:                                                   | Tổng thời lượng:                                                   | 73:56                                                              |

| Royalty International - EP | Royalty International - EP       | Royalty International - EP  | Royalty International - EP       | Royalty International - EP |
| STT                        | Nhan đề                          | Sáng tác                    | Sản xuất                         | Thời lượng                 |
| -------------------------- | -------------------------------- | --------------------------- | -------------------------------- | -------------------------- |
| 1.                         | "Blood On My Hands"              |                             |                                  | 4:02                       |
| 2.                         | "Shattered"                      |                             |                                  | 3:04                       |
| 3.                         | "Lonely Dancer"                  |                             |                                  | 3:14                       |
| 4.                         | "The 80's"                       | Brown Robin Weisse          | Free School                      | 4:25                       |
| 5.                         | "Blue Jean" (hợp tác với Future) | Brown Wayne Uwaezuoke Hills | Metro Boomin Danja Sonny Digital | 3:05                       |
| Tổng thời lượng:           | Tổng thời lượng:                 | Tổng thời lượng:            | Tổng thời lượng:                 | 17:50                      |

Bài hát lấy mẫu
- "Picture Me Rollin'" có chứa một số phần trong bài hát "Regulate" của Nate Dogg và Warren G.
- "Who's Gonna (Nobody)" có chứa một số phần trong bài hát "Nobody" của Keith Sweat và Athena Cage.
- "Proof" có chứa một số phần trong bài hát "My Heart Belongs to U" của Jodeci.
- "Discover" có chứa một số phần trong bài hát "I Can't Sleep Baby (If I)" của R. Kelly.

## Xếp hạng
| \| Bảng xếp hạng (2015–16) \| Vị trí cao nhất \| \| -------------------------------------------- \| --------------- \| \| Australian Albums (ARIA)[25] \| 14 \| \| Australian Urban Albums (ARIA)[26] \| 2 \| \| Album Bỉ (Ultratop Vlaanderen)[27] \| 48 \| \| Album Bỉ (Ultratop Wallonie)[28] \| 85 \| \| Album Hà Lan (Album Top 100)[29] \| 21 \| \| Album Ireland (IRMA)[30] \| 51 \| \| Norwegian Albums (VG-lista)[31] \| 39 \| \| Album Anh Quốc (OCC)[18] \| 23 \| \| Album Anh Quốc Digital (OCC)[32] \| 5 \| \| Album Anh Quốc R&B (OCC)[19] \| 1 \| \| Album Hoa Kỳ Billboard 200[33] \| 3 \| \| Album Hoa Kỳ Top R&B/Hip-Hop (Billboard)[34] \| 1 \| |                 |
| Bảng xếp hạng (2015–16) | Vị trí cao nhất |
| Australian Albums (ARIA) | 14              |
| Australian Urban Albums (ARIA) | 2               |
| Album Bỉ (Ultratop Vlaanderen) | 48              |
| Album Bỉ (Ultratop Wallonie) | 85              |
| Album Hà Lan (Album Top 100) | 21              |
| Album Ireland (IRMA) | 51              |
| Norwegian Albums (VG-lista) | 39              |
| Album Anh Quốc (OCC) | 23              |
| Album Anh Quốc Digital (OCC) | 5               |
| Album Anh Quốc R&B (OCC) | 1               |
| Album Hoa Kỳ Billboard 200 | 3               |
| Album Hoa Kỳ Top R&B/Hip-Hop (Billboard) | 1               |

## Lịch sử phát hành
| Quốc gia       | Ngày phát hành       | Định dạng          | Nhãn hiệu |
| -------------- | -------------------- | ------------------ | --------- |
| Vương quốc Anh | 18 tháng 12 năm 2015 | CD Tải kỹ thuật số | RCA       |
| Hoa Kỳ         | 18 tháng 12 năm 2015 | CD Tải kỹ thuật số | RCA       |